# روبرت مارسيلو ستيوارت
روبرت مارسيلو ستيوارت هو محامي وسياسي أمريكي، ولد في 12 مارس 1815 في Truxton, New York ‏ في الولايات المتحدة، وتوفي في 21 سبتمبر 1871 في سانت جوزيف في الولايات المتحدة. نشط حزبياً في الحزب الديمقراطي. وقد انتخب حاكم ميسوري ‏ (22 أكتوبر 1857 – 3 يناير 1861).